# Стоматологический экскаватор

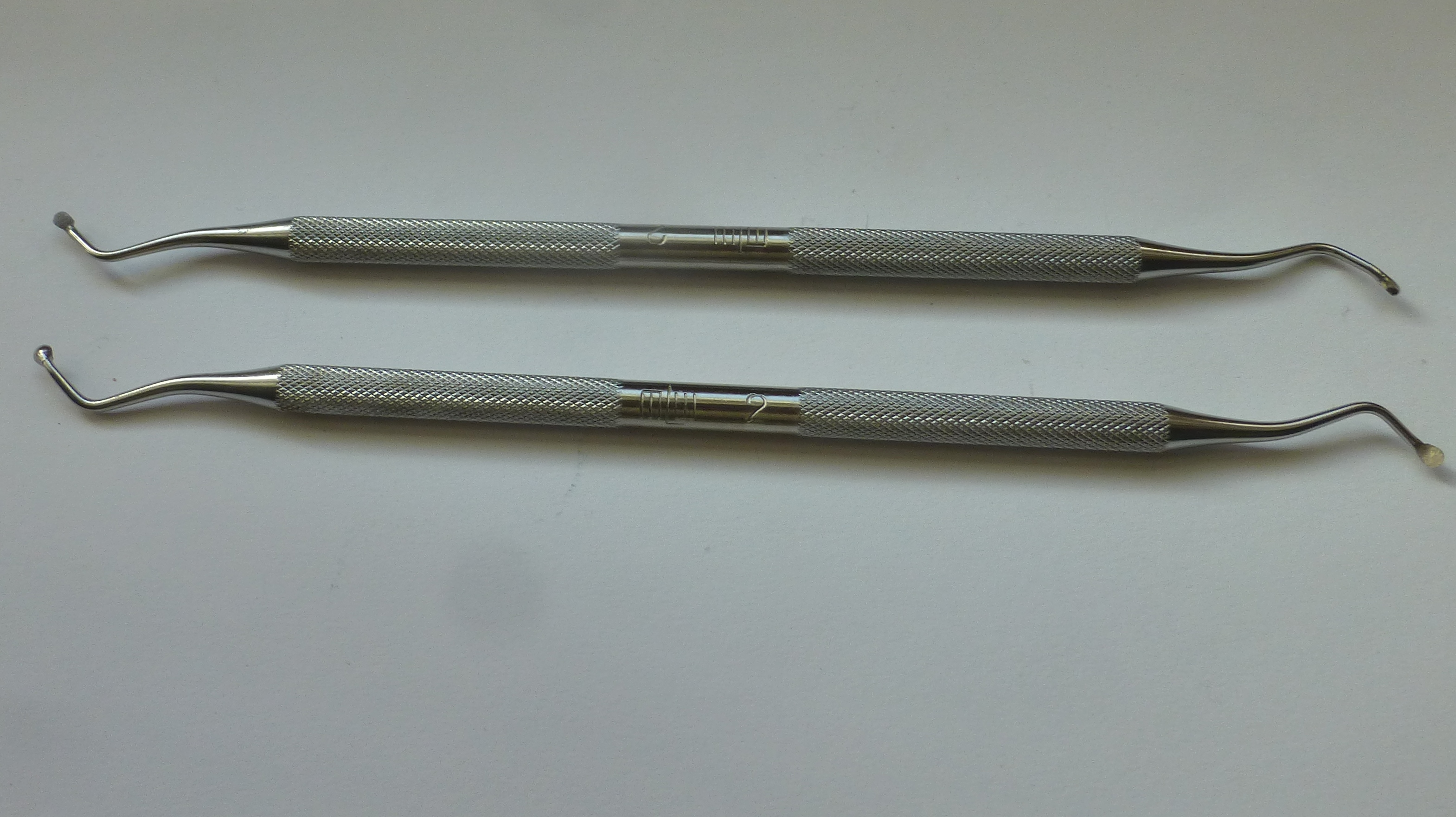
Стоматологический экскаватор

Стоматологический экскаватор — стоматологический инструмент, который используется для удаления размягчённых тканей зуба (эмаль, дентин), а также в процессе депульпации для удаления коронковой части пульпы.
Слово «экскаватор» — с латинским корнем cavare, что значит «выдалбливать, делать углубление», и приставкой ex- со значением «из, вне».
Экскаватор является альтернативой использованию бора. По технологии использования экскаватор относится к ручному инструментарию.
При помощи экскаватора из кариозной полости удаляют остатки пищи, временные пломбы, размягченный дентин.
Ранее в технологических протоколах использования инструментов рекомендовалось применение экскаваторов для снятия массивных зубных отложений с оральной вестибулярной поверхностей зубов. Но в дальнейшем технологические протоколы были пересмотрены и рекомендация была отменена из-за того экскаваторы не предназначались для подобных целей, так как рельеф поверхности корня зуба не соответствует рабочей части экскаваторов вследствие чего остаются необработанные участки корней зубов с микробными массами и грубо-ретенционная поверхность с фрагментами зубных отложений, а также существенно повреждаются цемент корня и дентин. В то же время, остаётся большая доля стоматологов, применяющих экскаватор на пародонтологическом приеме с нарушением современного технологического протокола использования инструментов в том числе для удаления наддесневых зубных отложений, удаления поддесневых зубных отложений и грануляций пародонтальных карманов, полирования поверхности.

## Конструктивные особенности
Конструкция состоит из рукоятки, на которой находится ложечка с заостренными гранями. Материал хирургическая сталь.

### Типы
- стандартные
- для ретроградного препарирования
- эндодонтические
- экскаваторы-коронкосниматели